# Euphylidorea semifacta
Euphylidorea semifacta là một loài ruồi trong họ Limoniidae. Chúng phân bố ở miền Tân bắc.